# Дубельт, Николай Леонтьевич
Николай Леонтьевич Дубельт (29 октября 1819 —  14 июня 1874) — генерал-лейтенант, командир Белорусского гусарского полка, лейб-гвардии Драгунского полка и 2-й гвардейской кавалерийской дивизии.

## Биография
Сын главы тайной полиции Леонтия Васильевича Дубельта (1792—1862) от брака его с Анной Николаевной Перской (1800—1853).  Брат — Михаил (1822—1900), генерал-майор, в 1853—1862 года был женат на Наталье Александровне Пушкиной (дочери А. С. Пушкина).
После окончания с отличием Пажеского корпуса (27.07.1837), где имя его было занесено на мраморную доску, начал службу 8 августа 1837 года корнетом в Кавалергардском полку. 6 декабря 1840 года был произведен в поручики, 21 января 1841 года назначен исправляющим должность полкового адъютанта. В 1841—1844 года состоял начальником школы кантонистов Кавалергардского полка. 6 декабря 1842 года из полкового адъютанта произведен в штабс-ротмистры. В 1844 году был отчислен от заведования школой.
25 января 1848 года был назначен флигель-адъютантом и старшим адъютантом в Управление делами Императорской главной квартиры и Собственного Его Императорского Величества Конвоя Николая I, в связи с выступлением в Венгерский поход российской армии. Участник сражения против мятежных венгров при Копольне. 21 апреля 1848 года произведен в ротмистры, 7 августа 1849 года в полковники. По Высочайшему повелению ездил в Вену для поднесения австрийскому императору ордена Св. Георгия. В 1849 году командирован в крепость Кинбурн для исследования произошедших там беспорядков. Сдав должность старшего адъютанта, в 1850 году был прикомандирован к лейб-гвардии Конно-Гренадерскому полку, но уже 19 декабря отчислен от фронта. 15 января 1852 года был назначен командиром Белорусского гусарского полка генерал-фельдмаршала графа Радецкого.
С 26 августа 1856 года по 30 августа 1864 года состоял в Свите императора Александра II. С 7 апреля 1857 года  генерал-майор. 26 октября 1857 года был назначен командиром лейб-гвардии Драгунского полка. 13 августа 1864 года назначен командующим 2-й гвардейской кавалерийской дивизии, 30 августа 1864 года произведен в генерал-лейтенанты. С 1868 года состоял при Главнокомандующем войсками гвардии и Петербургского военного округа. 29 июня 1869 года Дубельт вышел в отставку по болезни с пенсией. Умер 14 июня 1874 году, «страдая сильными невралгическими припадками с ослаблением нижних конечностей». Похоронен Николай Леонтьевич на Смоленском православном кладбище в Санкт-Петербурге, рядом со своим отцом.
Согласно формулярному списку за 1869 год за Н. Л. Дубельтом «состояли имения в губерниях: С.-Петербургской, Тверской, Тульской и Псковской — 8207 десятин земли, на которых поселено 1252 души».
- 184? год — Орден Святого Станислава 3 степени.
- 1850 год — Орден Святого Владимира 4 степени с бантом.
- 1852 год — Орден Святой Анны 2 степени.
- 1855 год — знак отличия беспорочной службы за XV лет (15 лет).
- 1860 год — Орден Святого Станислава 1 степени.
- 1862 год — Орден Святой Анны 1 степени.
- 1864 год — Императорская корона к с. ор.
- 1866 год — Орден Святого Владимира 2 степени с мечом над орденом.
- 1868 год — Орден Белого Орла.
- 1849 год-Австрийский орден Леопольда 3 степени.

## Жена

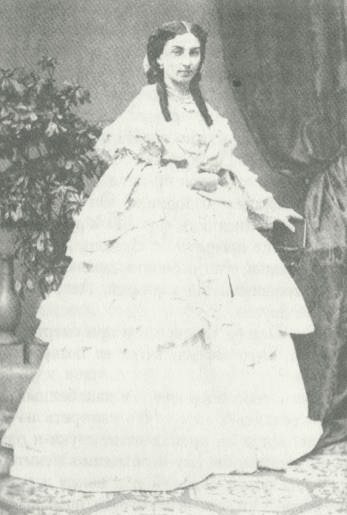
Александра Дубельт

Был женат на Александре Ивановне Базилевской (1844—после 1917), дочери золотопромышленника И. Ф. Базилевского и любимой племяннице писателя Д. П. Ознобишина. Не имея своих детей, Дубельты воспитывали внучку поэта Пушкина — Анну Михайловну Дубельт (1861—1919), вышедшую замуж за титулярного советника А.  П.  Кондырева (1855—1900).
По отзыву современников, Александра Ивановна была женщина красивая и светская. Она была дружна с митрополитом Исидором и состояла в тесной дружбе с великим князем Константином Николаевичем, которые ежедневно приезжали к ней для дружеских разговоров. Кроме того, она более двадцати лет состояла в интимной связи с графом Н. А. Протасовым. По словам Половцова, «будучи дамой определенного сорта», Дубельт поставила Протасова в 1890 году в безвыходное денежное положение и вынуждала его жениться на ней. Он же, честный и благородный человек, понимая, что «после женитьбы на таком презренном существе  не сможет больше оставаться во главе женского образования», уговаривал ее отказаться от своих требований и добился отсрочки. Известно, что 1910-х годах в доме вдовы генерала Дубельта бывал Распутин.